# Аракли
Аракли, още Араклия или Ираклиево (на гръцки: Ηράκλειο, Ираклио, катаревуса: Ηράκλειον, Ираклион, до 1927 Αρακλή, Аракли), е село в Егейска Македония, Гърция, дем Лъгадина (Лангадас), област Централна Македония.

## География
Аракли е разположено в западната част на Лъгадинското поле. Отдалечено е на 3 km западно от демовия център град Лъгадина (Лангадас).

## История

### В Османската империя
В XIX век Аракли е село в Лъгадинска каза на Солунския вилает в Османската империя. В „Етнография на вилаетите Адрианопол, Монастир и Салоника“, издадена в Константинопол в 1878 година и отразяваща статистиката на населението от 1873 година, Араклия (Araclia) е показано като село с 40 домакинства и 192 жители българи. В 1900 година според Васил Кънчов („Македония. Етнография и статистика“) в Ракли живеят 230 българи християни.
По данни на секретаря на Българската екзархия Димитър Мишев („La Macédoine et sa Population Chrétienne“) в 1905 година в Аракли (Arakli) има 120 жители българи патриаршисти гъркомани. Според Анастасия Каракасиду в края османското владичество Аракли е предимно „славяноезично“ селище.

### В Гърция
След Междусъюзническата война Балевец попада в Гърция. Боривое Милоевич пише в 1921 година („Южна Македония“), че Граматна (Граматна) има 10 къщи погърчени славяни. Част от българското му население се изселва и през 20-те години в селото са настанени гърци бежанци от Източна Тракия. В 1928 година Аракли е смесено местно-бежанско село с 93 бежански семейства и 405 жители бежанци. В 1927 година е прекръстено на Ираклион. Според Тодор Симовски цялото село е бежанско.